# Nicolò Maria Lodron

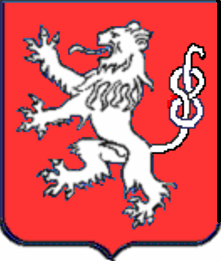
Stemma dei Lodron

Nicolò Maria Lodron (1475 – 1548) ha legato il suo nome alla Vallagarina, come Signore del feudo Castelnuovo.

## Storia
Figlio di Paride IV Lodron (circa 1450 +circa 1500) e Veronica Coppa (* 1433) ereditò assieme ai suoi fratelli i due castelli lagarini di Castelnuovo e di Castellano. In una divisione del 1534 a Nicolò Maria fu assegnato Castelnuovo.  
Nicolò sposò in prime nozze Gentilia Contessa d'Arco (*1499), dalla quale ebbe:
- Gasparo Lodron (* 1533).

e in seconde nozze con Beatrice di Castellalto da cui ebbe: 
- Susanna Lodron (* 1535), sposata Bevilacqua
- Paride (* 1538), sposato con Barbara von Liechtenstein di Castel Corno.
- Caterina Lodron, sposata Madruzzo.

Il figlio di Nicolò Maria, Paride, sposò Barbara von Liechtenstein di Castel Corno dalla quale ebbe i figli Nicolò Lodron, Cristoforo (morto in giovane età, molto probabilmente nel 1585, ucciso in uno scontro con un Galasso di Trento) Susanna (sposata Lodron delle Giudicarie), Margherita Beatrice e Caterina. Nicolò Lodron, nipote di Nicolò Maria, fu poi il padre di Paride Lodron arcivescovo di Salisburgo dal 1619 al 1653.
Nicolò Maria visse nel Castelnuovo di Noarna, oggi comune di Nogaredo, nel quale fece numerosi interventi artistici, vi sono ancora in affresco gli stemmi d'Arco la famiglia della prima moglie e Castelalto famiglia della seconda moglie.